# Challenger de Porto-2 2024
El torneo Clube Tenis Porto Challenger 2024 fue un torneo de tenis perteneció al ATP Challenger Tour 2024 en la categoría Challenger 75. Se trató de la 1ª edición; el torneo tuvo lugar en la ciudad de Porto (Portugal), desde el 26 de agosto hasta el 1 de septiembre de 2024 sobre pista de tierra batida al aire libre.

## Jugadores participantes del cuadro de individuales
| Preclasificado | País                 | Jugador                    | Rank1 | Posición en el torneo |
| 1              | Bandera de España    | Oriol Roca Batalla         | 150   | Primera ronda         |
| 2              | Bandera de Portugal  | Jaime Faria                | 157   | Segunda ronda         |
| 3              | Bandera de Portugal  | Henrique Rocha             | 165   | Segunda ronda         |
| 4              | Bandera de España    | Carlos Taberner            | 204   | FINAL                 |
| 5              | Bandera de Argentina | Santiago Rodríguez Taverna | 239   | Semifinales           |
| 6              | Bandera de Bulgaria  | Adrian Andreev             | 258   | CAMPEÓN               |
| 7              | Bandera de Italia    | Gianluca Mager             | 263   | Segunda ronda, retiro |
| 8              | Bandera de Turquía   | Ergi Kırkın                | 266   | Primera ronda         |

- 1 Se ha tomado en cuenta el ranking del 19 de agosto de 2024.

### Otros participantes
Los siguientes jugadores recibieron una invitación (wild card), por lo tanto ingresan directamente al cuadro principal (WC):
- Jaime Faria
- Frederico Ferreira Silva
- Duarte Vale

Los siguientes jugadores ingresan al cuadro principal tras disputar el cuadro clasificatorio (Q):
- Hynek Bartoň
- Gerard Campana Lee
- Daniel Cukierman
- Moez Echargui
- Buvaysar Gadamauri
- Máté Valkusz

## Campeones

### Individual Masculino
- Adrian Andreev derrotó en la final a  Carlos Taberner por 6–3, 6–0

### Dobles Masculino
- Daniel Cukierman /  Piotr Matuszewski derrotaron en la final a  Romain Arneodo /  Théo Arribagé por 6–4, 6–0